# Rhododendron changii
Rhododendron changii là một loài thực vật có hoa trong họ Thạch nam. Loài này được (W.P. Fang) W.P. Fang miêu tả khoa học đầu tiên năm 1983.